# 雷斯威克條約

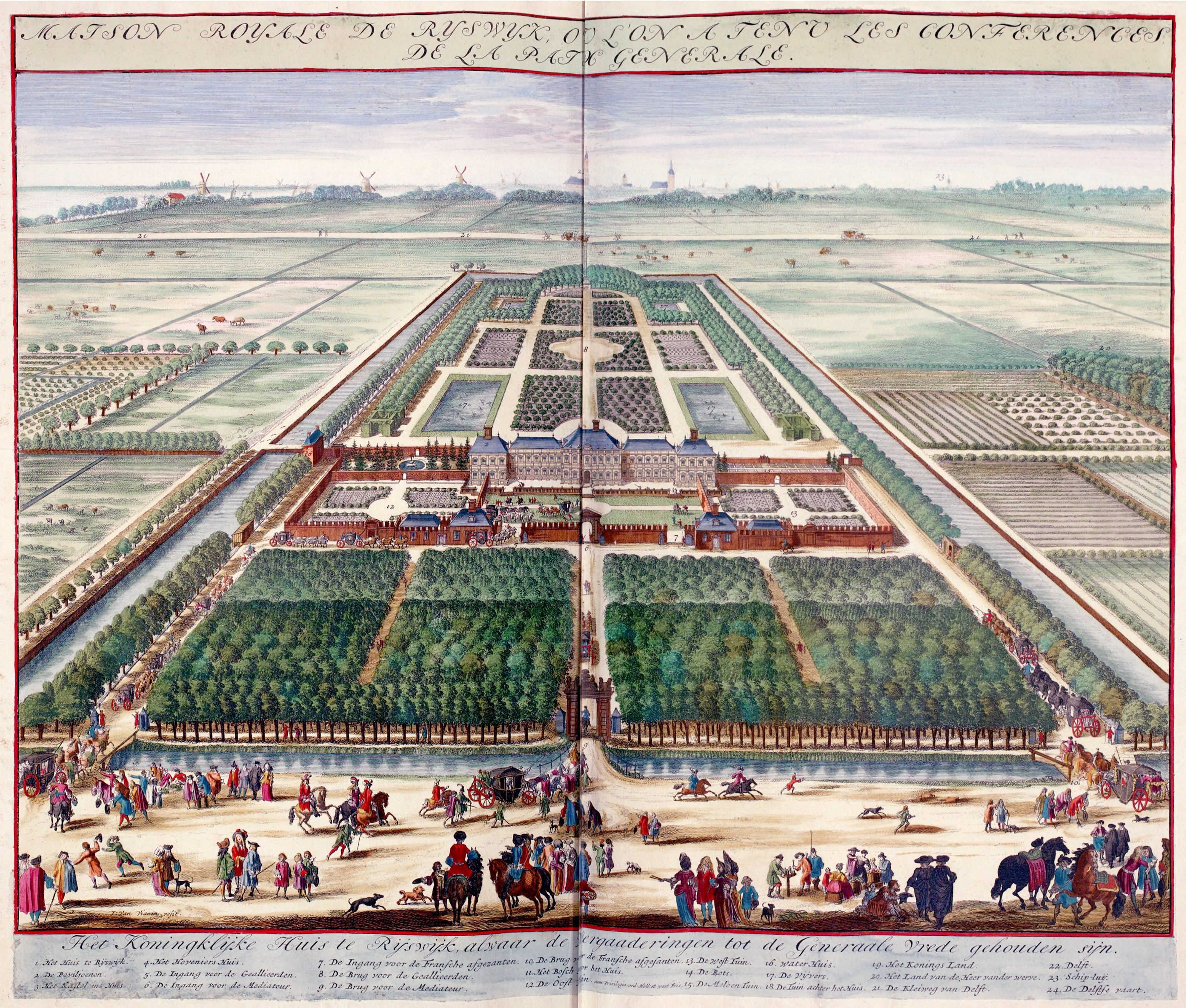
雷斯威克條約

雷斯威克條約（法語：Traité de Ryswick）是1697年9月20日，法國和奧格斯堡同盟在荷蘭雷斯威克締結的國際條約，終結1688年爆發的大同盟戰爭。此條約的基本原則在於恢復1679年尼美根條約以降的占領地。

## 主要內容
根據條約，路易十四的法國獲得斯特拉斯堡和西班牙島西部（現在的海地），恢復南印度的本地治里和加拿大的新斯科舍。
西班牙恢復被法國占領的加泰隆尼亞和盧森堡等地域，長期屬於法國的洛林公國返還洛林公爵。
英格蘭未獲得領土，但是，路易十四承認威廉三世為英格蘭國王，承諾今後不再援助因光榮革命流亡法國的詹姆斯二世。

## 影响
1701年詹姆斯二世死后，路易十四不顾自己对威廉三世的承认，宣称詹姆斯二世的太子詹姆斯为英格兰、苏格兰、爱尔兰的合法国王。

## 關連項目
- 大同盟戰爭

## 外部連結
- 賴斯韋克條約本文